# Innamincka
Innamincka est un canton et une localité du nord-est de l'Australie-Méridionale.

## Géographie
Au recensement de 2016, 44 personnes vivaient à Innamincka.
Le village se trouve dans la réserve régionale d'Innamincka et est entourée par le désert Strzelecki au sud et le Sturt Stony Desert au nord. Il est relié par la route à Lyndhurst via la Strzelecki Track (en), à la Birdsville Developmental Road (en) via Cordillo Downs Road (en) et Arrabury Road (via Haddon Corner (en)), et la Walkers Crossing Track à la Birdsville Track (en). Le Walkers Crossing Track est fermé en été et ne peut être traversé que par temps sec,. Le canton est situé le long du Cooper Creek, une partie du bassin du lac Eyre.

## Histoire
Les aborigènes australiens vivent depuis des millénaires dans les terres autour d'Innamincka, dans ce qu'ils appellent le pays Wangkangurru, la patrie traditionnelle des peuples Yawarrawarrka (en) et Yandruwandha. La langue Yawarrawarrka (aussi connue comme Yawarawarka, Yawarawarga, Yawarawarka, Jauraworka et Jawarawarka) est aussi parlée dans la région. La région linguistique traditionnelle comprend la zone de gouvernement local du comté de Diamantina dans l'extrême ouest du Queensland, s'étendant jusqu'à l'Autorité des Communautés de l'Outback vers Innamincka. La langue Wangkangurru (en) (également connue sous le nom d'Arabana / Wangkangurru, Wangganguru, Wanggangurru et Wongkangurru) - étroitement liée à la langue Arabana de l'Australie du Sud - est également parlée dans le pays Wangkangurru.
Le premier Européen à visiter la région est Charles Sturt en 1845. Il est suivi par Augustus Charles Gregory en 1858 puis Burke et Wills. Un monument en hommage à Sturt, Robert O'Hara Burke et William John Wills a été érigé à Innamincka en 1944.
En 1882, un camp de police est mis en place, ouvrant la voie à une petite colonie. Initialement nommé Hopetoun, Innamincka a été proclamé ville le 17 avril 1890. Hopetoun a été nommé d'après le gouverneur du Victoria, le comte de Hopetoun. Cependant, il n'a jamais été populaire auprès de la population locale et a été re-proclamé comme la ville d'Innamincka le 28 janvier 1892.
La ville n'a jamais été très grande, mais possédait un hôtel, un magasin et un poste de police qui, jusqu'à la Fédération en 1901, servaient de poste de douane pour la perception des droits intercoloniaux sur le bétail amené par voie terrestre du Queensland en Australie-Méridionale. En 1928, l'Australian Inland Mission (en) (une partie du Royal Flying Doctor Service d'Australie) a construit un hôpital, le Elizabeth Symon Nursing Home. Une grave sécheresse et un accès difficile à la colonie ont ensuite entraîné la fermeture de l'hôtel et de l'hôpital. En 1951, le poste de police ferme et la ville est abandonnée.
L'augmentation du tourisme et la découverte de réserves de gaz et de pétrole à la fin des années 1960 ont conduit une entreprise à ouvrir un hôtel, un magasin et des hébergements dans la ville abandonnée. En 1994, la maison de retraite Elizabeth-Symon a été restaurée par l'entrepreneur Dick Smith et le magazine Australian Geographic (en). La maison de retraite a été inscrite au registre du patrimoine de l'Australie du Sud (South Australian Heritage Register (en)) en 1985.
En 2003, des limites ont été créées pour la localité d'Innamincka, y compris la ville gouvernementale. En 2013, les limites de la localité ont été modifiées pour inclure toute la réserve régionale d'Innamincka et le parc national des lacs Coongie (Coongie Lakes National Park (en)).